# Game Science
Game Science (xinès: 游戏科学; pinyin: Yóuxì Kēxué) és una empresa xinesa de desenvolupament de videojocs coneguda pel seu primer joc publicat internacionalment Black Myth: Wukong (2024). Té la seu a Shenzhen i una oficina addicional a Hangzhou.

## Història
El 2014, set antics empleats de Tencent Games van fundar Game Science a Shenzhen. Abans havien treballat en un videojoc de rol massiu gratuït anomenat Asura que es basava en la llegenda de Sun Wukong de Viatge a l'Oest.
Game Science va publicar els jocs per a telèfons mòbils, 100 Heroes i Art of War: Red Tides, abans de centrar-se en el desenvolupament Black Myth: Wukong el 2018. La decisió de desenvolupar un videojoc AAA es va produir després d'adonar-se que hi havia més usuaris de Steam a la Xina que als EUA. En aquell moment l'empresa tenia 13 empleats, i l'equip de desenvolupament del projecte es va traslladar de Shenzhen a Hangzhou amb motiu del «cost de vida més baix».
L'agost de 2020, Game Science va presentar el primer tràiler de Black Myth: Wukong com una forma de reclutar més talent per a l'empresa. Llavors l'equip de desenvolupament del joc comptava amb 30 membres. Com que el tràiler es va fer viral, Game Science va rebre més de 10.000 currículums i l'equip de desenvolupament es va ampliar a 140 empleats d'acord amb els crèdits del videojoc.
Hero Games va adquirir una participació del 19% de Game Science a través de la seva filial de propietat total Tianjin Hero Financial Holding Technology el 2017, però va vendre la participació el 2022. El març de 2021 es va saber que Tencent havia augmentat la seva participació de Game Science al 5%.

## Videojocs
| Any  | Anglès                | Xinès          | Pinyin                   |
| ---- | --------------------- | -------------- | ------------------------ |
| 2015 | 100 Heroes            | 百將行         | Bǎi Jiāng Xíng           |
| 2016 | Art of War: Red Tides | 战争艺术：赤潮 | Zhànzhēng Yìshù: Chìcháo |
| 2024 | Black Myth: Wukong    | 黑神话：悟空   | Hēishénhuà: Wùkōng       |